# 福島市歌
「福島市歌」（ふくしましか）は、福島県の県庁所在地である福島市が制定した市歌。作詞・北原白秋、作曲・山田耕筰。

## 解説
大正から昭和初期にかけて「黄金コンビ」と評された北原白秋の作詞・山田耕筰の作曲による市町村歌の1曲で、東京都の「八王子市歌」、愛知県の「岡崎市歌」と並んで現行使用され続けている。
制定経緯に関しては当時の福島民報で以下の通り、詳しく報じられている。
東北の関門にして県下行政、産業、経済の中心地であり、而も史蹟名称の豊なる観光地として益々発展の一途を辿る福島市を表徴すべき、福島市歌の無かったことは識者の間に深く遺憾とされ、是迄屡々問題となったが遂に実現の運びに至らなかった。本社はこの市民一致の要望たる市歌を創定し、五万市民と共に栄ある福島市の歴史を讃へ、洋々たるその前途を祝福すべく（中略）市民待望の福島市歌は愈々創定を見るに至った—福島民報、1936年11月20日付夕刊
福島県では県庁所在地の福島市に先立って1931年（昭和6年）に郡山市が市歌（作詞：土井晩翠、作曲：橋本國彦）を制定しており、福島市側で「市歌の無かったことは識者の間に深く遺憾とされ」ていたことがうかがえる。
市歌の制定を企画したのは福島民報社であるが、その途上で福島市連合青年団も市歌制定を目指して活動の準備を行っていたことがわかり、両者合同で市歌を選定したうえで福島市へ寄贈することで合意した。作詞者は先に福島民報が企画した「福島音頭」（作曲：中山晋平、1934年）や「信夫小唄」（作曲：佐々木俊一、同）を手掛けており「福島市に対して特別の関心と親しみを有してゐた」経緯から白秋に依頼され、作曲も同社を通じて山田へ依頼されたものである。
11月22日、福島県教育会館で開催された連合青年団奉戴記念式に合わせて福島民報および連合青年団から福島市への献納式が執り行われ、福島市立家政女学校の生徒50名による斉唱が披露された。
1987年（昭和62年）には市制80周年を記念し、團伊玖磨の編曲により音源の新録が行われた。福島市役所では始業時刻に庁内放送で市歌を演奏しており、福島市音楽堂前にステンレス製の歌碑が立てられている。

## 歌詞
「福島市歌」は歌詞・旋律のいずれも著作権の保護期間を満了し、パブリックドメインとなっている。
一、
霊山の雲は高く　かがやく朝光
生々の気運ここに　殷賑今ぞ勢ふ
東北の関門　若き我が都市
栄えあれ福島　我等開かむ
二、
阿武隈の水は清く　後あり大仏
脈々の誠夙に　産業競ひ奮ふ
東北の関門　若き我が都市
栄えあれ福島　我等興らむ
三、
青空の下は広く　沃えたりこの土　
累々の果実枝に　桑田いよゝ霞む
東北の関門　若き我が都市
栄えあれ福島　我等仕へむ